# 曹祥 (成化進士)
曹祥（？—1535年），字應麟，號南峰，南直隶徽州府歙县雄川里人，民籍，明朝政治人物。

## 生平
成化十年（1474年）甲午科應天府鄉試一百十四名舉人。成化二十年（1484年）甲辰科殿試三甲進士。历官南京户部郎中，出为宝庆府知府，正德四年（1509年）正月升四川布政司左参政，六年九月升本司右布政使，八年正月轉任陕西左布政使，十年正月升都察院右副都御史、巡抚贵州兼理军务，十一年十月以巡按御史李顯疏論，被召还京，後以致仕免究。嘉靖十四年五月卒，賜祭葬。

## 家族
祖父曹宗仁，遇例冠帶，以隐德重于乡，寿满一百年。父曹以能，封南京戶部主事